# Girolamo di Pace
Girolamo di Pace da Prato (Prato, XVI secolo – XVI secolo) è stato un ingegnere italiano.

## Biografia
Amico di Pierfrancesco Riccio, precettore e segretario di Cosimo I de' Medici, fu ingegnere d'acque del Magistrato degli Ufficiali dei Fiumi. Si occupò dei problemi idraulici causati dai corsi d'acqua della piana tra Pistoia e Firenze, comprendendo, forse tra i primi, le cause dei sempre più frequenti fenomeni alluvionali che già nel XVI secolo si manifestavano in quest'area e che lui identificò nella cattiva manutenzione degli alvei (che si andavano riempiendo) e delle sponde, nel degrado della montagna e nell'incremento ciclico della piovosità.
Tra gli interventi che suggerisce, oltre ad opere tese a rallentare il corso dell'acqua fin dai pendii appenninici  (le cosiddette "serre" ed i rimboschimenti), troviamo l'ipotesi di un canale da Pistoia a Prato ed un altro dal Bisenzio all'Arno allo scopo principalmente di alleggerire l'Ombrone Pistoiese.
Nel 1558, redasse un memoriale intitolato “Discorso di  fiumi, fossi, laghi ecc.” in cui espose queste teorie, per l'epoca anticipatrici.
Nei decenni successivi si occuparono degli stessi problemi, su incarico grenducale, Galileo Galilei e successivamente Vincenzo Viviani.
La sua opera fu riscoperta da Giovanni Targioni Tozzetti nel XVIII secolo.